# Ray Milland
Ray Milland, pseudonimo di Alfred Reginald Jones (Neath, 3 gennaio 1907 – Torrance, 10 marzo 1986), è stato un attore e regista gallese naturalizzato statunitense.

## Biografia
Era il figlio di Alfred Jones, sovrintendente di un'acciaieria, e di Elizabeth Annie Truscott.
Diplomato alla Monkton House di Cardiff, Ufficiale della Household Cavalry, tiratore scelto vincitore di competizioni, venne convinto a tentare la carriera di attore dall'attrice e ballerina Estelle Brody, conosciuta a una festa a Londra attraverso la ballerina Margot St. Leger, che Ray frequentava.
Esordì quindi in alcune piccole parti nei primi film sonori inglesi, tra cui The Informer (1929), prima versione del romanzo Il traditore di Liam O'Flaherty, fino al primo ruolo da protagonista maschile in The Lady from the Sea (1929), dopo il quale si trasferì a Hollywood, sotto contratto con la M.G.M. che gli affidò parti di secondo piano in numerosi film, tra i quali Payement Deferred (1932).
Dopo una nuova parentesi in Gran Bretagna, ritornò a Hollywood nel 1934 e firmò un contratto con la Paramount, la casa di produzione per cui avrebbe lavorato per quasi 20 anni. Seguirono parti di comprimario in film di routine, e di attor giovane in commedie, fino al definitivo successo in Che bella vita (1937), diretto da Mitchell Leisen e interpretato al fianco di Jean Arthur. Nel 1938 interpretò uno dei tre eroici fratelli che si arruolano nella Legione straniera in Beau Geste (1939), con Gary Cooper e Robert Preston.
Nel 1939 tornò brevemente in Gran Bretagna per interpretare Il francese senza lacrime (1940), versione cinematografica della commedia Scuola di perfezionamento di Terence Rattigan, che gli procurò lusinghieri consensi anche da parte della critica. Rientrato a Hollywood, fu il protagonista di Arrivederci in Francia (1940), commedia romantica a fianco di Claudette Colbert, e di Vento selvaggio (1942), kolossal di Cecil B. DeMille.
Sempre nel 1942, interpretò il primo film interamente diretto da Billy Wilder, la commedia brillante Frutto proibito (1942), accanto a Ginger Rogers. Fu questa sua felice esperienza di lavoro con Wilder a far sì che in seguito il regista lo scegliesse come interprete principale di Giorni perduti (1945), nel ruolo di uno scrittore alcolizzato in piena crisi esistenziale. Nonostante l'argomento del film fosse scabroso e poco commerciale secondo i canoni della Hollywood del tempo, la pellicola fu un enorme successo di pubblico e di critica, e Milland fornì una solida interpretazione, imponendosi di non concedere alcuno spazio al talento comico con cui fino ad allora il pubblico lo aveva conosciuto.

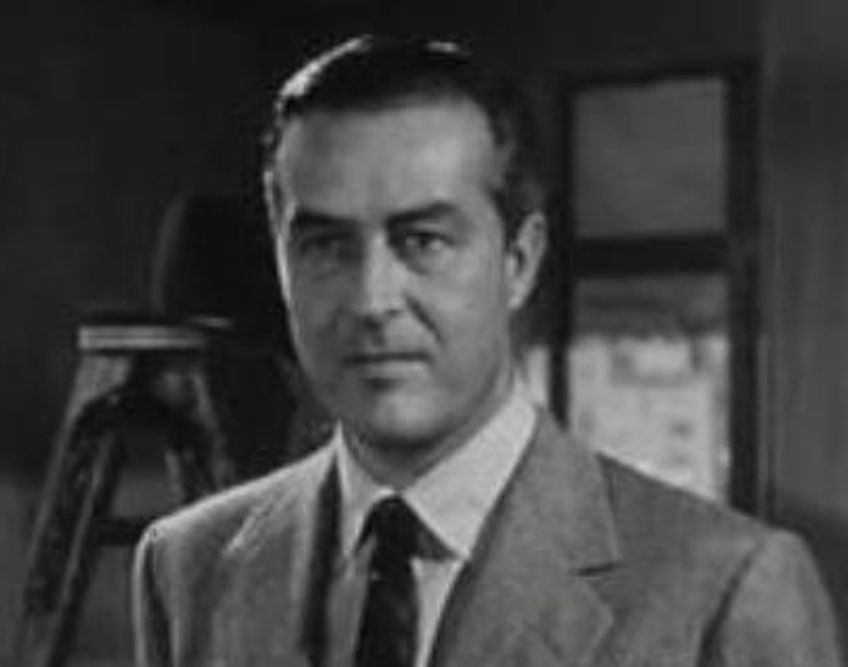
Ray Milland nel trailer di L'indossatrice (1950) di George Cukor

Dopo Giorni perduti (che gli valse il premio Oscar al miglior attore, il premio di miglior attore alla prima edizione del Festival di Cannes nel 1946 e il premio dei critici newyorkesi), Milland acquistò più prestigio e considerazione, anche se i film che gli venivano offerti non erano spesso di livello eccelso, né diretti da registi di calibro. Notevole eccezione fu Il tempo si è fermato (1948) di John Farrow, accanto a Charles Laughton, in cui interpretò un reporter accusato di omicidio e in corsa contro il tempo per smascherare il vero assassino.
Risolto il contratto con la Paramount nel 1953, trovò parti più interessanti in eccellenti film quali Il delitto perfetto (1954) di Alfred Hitchcock, in cui interpretò un ex campione di tennis che progetta l'assassinio della moglie (Grace Kelly), mentre in L'altalena di velluto rosso (1955) interpretò l'architetto Stanford White, su soggetto tratto da un famoso caso di omicidio realmente accaduto.
Milland riuscì anche a soddisfare l'antica ambizione di passare dietro la macchina da presa, dirigendo - e talvolta interpretando - alcuni interessanti film a basso costo, tra cui il western Gli ostaggi (1955) e il fantascientifico Il giorno dopo la fine del mondo (1962), continuando a lavorare anche per il teatro e la televisione. Dagli anni settanta interpretò spesso ruoli cinematografici di caratterista, come in Love Story (1970), dove impersonò il padre di Ryan O'Neal. Nel 1971 recitò nella serie televisiva Colombo, come marito della vittima nell'episodio Una trappola di Colombo, mentre nella stagione successiva ottenne l'ambito ruolo dell'assassino nell'episodio Il terzo proiettile. Nel 1975 prese parte all'episodio-pilota della serie televisiva Ellery Queen, intitolato Too Many Suspects ("Delitto nei quartieri alti"), ispirato al romanzo Il quarto lato del triangolo.
Nel 1974 pubblicò la propria autobiografia, intitolata Wide-Eyed in Babylon. Morì per un carcinoma del polmone al Torrance Memorial Medical Center, a Torrance, lasciando come disposizione la cremazione e lo spargimento delle ceneri nell'Oceano Pacifico, al largo di Redondo Beach, senza alcun funerale.

## Vita privata
Sposato dal 1932 con Muriel Webber, detta "Mal", da lei ebbe due figli, Daniel (1941-1981, il cui suicidio lo spinse a ritornare sulle scene dopo il ritiro) e Victoria, nata nel 1944.

## Filmografia parziale

### Cinema

#### Attore
- The Flying Scotsman, regia di Castleton Knight (1929)
- The Lady from the Sea, regia di Castleton Knight (1929)
- The informer, regia di Arthur Robison (1929)
- Payment Deferred, regia di Lothar Mendes (1932)
- Polly of the Circus, regia di Alfred Santell (1932)
- Voglio fare il signore (This Is the Life), regia di Albert De Courville (1933)
- Il diavolo in caserma (Orders Is Orders), regia di Walter Forde (1933)
- Menace, regia di Ralph Murphy (1934)
- Il nemico invisibile (Charlie Chan in London), regia di Eugene Forde (1934)
- Bolero, regia di Wesley Ruggles (1934)
- Il giglio d'oro (The Gilded Lily), regia di Wesley Ruggles (1935)
- Tre ragazze in gamba (Three smart girls), regia di Henry Koster (1936)
- La figlia della jungla (The Jungle Princess), regia di Wilhelm Thiele (1936)
- La fuga di Bulldog Drummond (Bulldog Drummond Escapes), regia di James P. Hogan (1937)
- Un colpo di fortuna (Easy Living), regia di Mitchell Leisen (1937)
- Ali nella bufera (Wings Over Honolulu), regia di Henry C. Potter (1937)
- L'isola delle perle (Ebb Tide), regia di James P. Hogan (1937)
- Hotel Imperial, regia di Robert Florey (1939)
- Beau Geste, regia di William A. Wellman (1939)
- Irene, regia di Herbert Wilcox (1940)
- Il francese senza lacrime (French Without Tears), regia di Anthony Asquith (1940)
- Notte bianca (The Doctor Takes a Wife), regia di Alexander Hall (1940)
- Arrivederci in Francia (Arise, My Love), regia di Mitchell Leisen (1940)
- I cavalieri del cielo (I Wanted Wings), regia di Mitchell Leisen (1941)
- Vento selvaggio (Reap the Wild Wind), regia di Cecil B. DeMille (1942)
- Il segreto sulla carne (The Lady Has Plans), regia di Sidney Lanfield (1942)
- Signorine, non guardate i marinai (Star Spangled Rhythm) di George Marshall e A. Edward Sutherland (1942)
- Frutto proibito (The Major and the Minor), regia di Billy Wilder (1942)
- Per sempre e un giorno ancora (Forever and a Day), registi vari (1943)
- Domani sarò tua (The Crystal Ball), regia di Elliott Nugent (1943)
- L'estrema rinuncia (Till We Meet Again), regia di Frank Borzage (1944)
- La casa sulla scogliera (The Uninvited), regia di Lewis Allen (1944)
- Il prigioniero del terrore (Ministry of Fear), regia di Fritz Lang (1944)
- Le schiave della città (Lady in the Dark), regia di Mitchell Leisen (1944)
- Kitty, regia di Mitchell Leisen (1945)
- Giorni perduti (The Lost Weekend), regia di Billy Wilder (1945)
- La donna di quella notte (The Imperfect Lady), regia di Lewis Allen (1947)
- Passione di zingara (Golden Earrings), regia di Mitchell Leisen (1947)
- Rivista di stelle (Variety Girl), regia di George Marshall (1947)
- Vecchia California (California), regia di John Farrow (1947)
- Amarti è la mia dannazione (So Evil My Love), regia di Lewis Allen (1948)
- Il tempo si è fermato (The Big Clock), regia di John Farrow (1948)
- Il verdetto (Sealed Verdict), regia di Lewis Allen (1948)
- I cari parenti (Miss Tatlock's Millions), regia di Richard Haydn (1948)
- La sconfitta di Satana (Alias Nick Beal), regia di John Farrow (1949)
- Quando torna primavera (It Happens Every Spring), regia di Lloyd Bacon (1949)
- Lo scandalo della sua vita (A Woman of Distinction), regia di Edward Buzzell (1950)
- L'indossatrice (A Life of Her Own), regia di George Cukor (1950)
- Le frontiere dell'odio (Copper Canyon), regia di John Farrow (1950)
- Figlio di ignoti (Close to My Heart), regia di William Keighley (1951)
- La cortina del silenzio (Circle of Danger), regia di Jacques Tourneur (1951)
- Solitudine (Night Into Morning), regia di Fletcher Markle (1951)
- Il gatto milionario (Rhubarb), regia di Arthur Lubin (1951)
- Squilli al tramonto (Bugles in the Afternoon), regia di Roy Rowland (1952)
- Perdonami se ho peccato (Something to Live For), regia di George Stevens (1952)
- La spia (The Thief), regia di Russell Rouse (1952)
- Giamaica (Jamaica Run), regia di Lewis R. Foster (1953)
- Ancora e sempre (Let's Do It Again), regia di Alexander Hall (1953)
- Il delitto perfetto (Dial M for Murder), regia di Alfred Hitchcock (1954)
- L'altalena di velluto rosso (The Girl in the Red Velvet Swing), regia di Richard Fleischer (1955)
- Gli ostaggi (A Man Alone), regia di Ray Milland (1955)
- Lisbon, regia di Ray Milland (1956)
- Io non sono una spia (Three Brave Men), regia di Philip Dunne (1956)
- L'ultima riva (The River's Edge), regia di Allan Dwan (1957)
- Missili umani (High Flight), regia di John Gilling (1957)
- Obiettivo Butterfly (The Safecracker), regia di Ray Milland (1957)
- Sepolto vivo (The Premature Burial), regia di Roger Corman (1962)
- Il giorno dopo la fine del mondo (Panic in Year Zero) regia di Ray Milland (1962)
- L'uomo dagli occhi a raggi X (The Man With X-Ray Eyes), regia di Roger Corman (1963)
- Il tesoro del santo (The Confession), regia di William Dieterle (1964)
- Love Story, regia di Arthur Hiller (1970)
- Shannon senza pietà (Embassy), regia di Gordon Hessler (1972)
- Frogs, regia di George McCowan (1972)
- The Thing With Two Heads, regia di Lee Frost (1972)
- La casa degli orrori nel parco (House in Nightmare Park), regia di Peter Sykes (1973)
- La macchina della violenza (The Big Game), regia di Robert Day (1973)
- Qualcuno ha visto uccidere (Un par de zapatos del 32), regia di Rafael Romero Marchent (1973)
- Il manichino assassino (Terror in the Wax Museum), regia di Georg Fenady (1973)
- Gold - Il segno del potere (Gold), regia di Peter Hunt (1974)
- Intrigo in Svizzera (Swiss Conspiracy), regia di Jack Arnold (1975)
- Incredibile viaggio verso l'ignoto (Escape to Witch Mountain), regia di John Hough (1975)
- Dimensione giganti (Cuibul salamandrelor), regia di Mircea Drăgan (1976)
- La battaglia delle aquile (Aces High), regia di Jack Gold (1976)
- Gli ultimi fuochi (The Last Tycoon), regia di Elia Kazan (1976)
- Artigli (The Uncanny), regia di Denis Héroux (1977)
- Razza schiava (Slavers - Sklavenjäger), regia di Jürgen Goslar (1977)
- La ragazza dal pigiama giallo, regia di Flavio Mogherini (1977)
- Blackout: inferno nella città, regia di Eddy Matalon (1978)
- Oliver's Story, regia di John Korty (1978)
- Il gioco degli avvoltoi (A Game for Vultures), regia di James Fargo (1979)
- Terrore in cima alle scale (The Attic), regia di George Edwards (1979)
- Il serpente del mare (Serpiente de mar), regia di Amando de Ossorio (1984)
- The Gold Key (1985)

#### Regista
- Gli ostaggi (A Man Alone) (1955)
- Lisbon (1956)
- Obiettivo Butterfly (The Safecracker) (1957)
- Il giorno dopo la fine del mondo (Panic in Year Zero) (1962)

### Televisione
- Screen Directors Playhouse – serie TV, episodio 1x23 (1956)
- General Electric Theater – serie TV, episodi 4x29-5x16-7x07 (1956-1958)
- Goodyear Theatre – serie TV, episodio 2x09 (1959)
- L'ora di Hitchcock (The Alfred Hitchcock Hour) – serie TV, episodio 2x01 (1963)
- Guardate cosa è successo al figlio di Rosemary (Look What's Happened to Rosemary's Baby) di Sam O'Steen – film TV (1976)
- Markham – serie TV, 59 episodi (1959-1960)
- Mistero in galleria (Night Gallery) – serie TV (1971)
- Colombo (Columbo) – serie TV, episodi 1x02-2x02 (1971-1972)
- Ellery Queen – serie TV, episodio 1x00 (1975)
- Il ricco e il povero (Rich Man, Poor Man) – serie TV (1976)
- Galactica – serie TV (1978)
- Cuore e batticuore (Hart to Hart) – serie TV, episodi 3x12-5x06 (1982-1983)
- La maschera della morte (The Masks of Death), regia di Roy Ward Baker – film TV (1984)

### Film e documentari su Ray Milland
- Le dee dell'amore (The Love Goddesses) – documentario di Saul J. Turell - filmati di repertorio (1965)

## Riconoscimenti
- Premio Oscar
  - 1946 – Miglior attore protagonista per Giorni perduti
- Golden Globe
  - 1946 – Miglior attore in un film drammatico per Giorni perduti
  - 1953 – Candidatura al miglior attore in un film drammatico per La spia

## Doppiatori italiani
Nelle versioni in italiano delle opere in cui ha recitato, Ray Milland è stato doppiato da:
- Giulio Panicali in Beau Geste, Arrivederci in Francia, Vento selvaggio, Signorine, non guardate i marinai, Frutto proibito, L'estrema rinuncia, La casa sulla scogliera, Il prigioniero del terrore, Le schiave della città, Giorni perduti, La donna di quella notte, Passione di zingara, Rivista di stelle, Amarti è la mia dannazione, Il tempo si è fermato, Il verdetto, La sconfitta di Satana, Solitudine, Il gatto milionario, Perdonami se ho peccato, Giamaica, Gli ostaggi
- Augusto Marcacci in I cavalieri del cielo, Figlio di ignoti, Squilli al tramonto, Il delitto perfetto, L'altalena di velluto rosso
- Emilio Cigoli in Sepolto vivo, Il giorno dopo la fine del mondo, Frogs
- Mario Pisu in Quando torna primavera, Lo scandalo della sua vita, Ancora e sempre
- Gualtiero De Angelis in Io non sono una spia, L'ultima riva, Obiettivo Butterfly
- Giuseppe Rinaldi in Le frontiere dell'odio (ridoppiaggio), L'uomo dagli occhi a raggi X
- Giorgio Piazza in Love Story, Incredibile viaggio verso l'ignoto
- Arturo Dominici in Unica traccia un paio di scarpe nº 32 (Qualcuno ha visto uccidere), Charlie's Angels
- Gino Cervi in Irene
- Sandro Ruffini in L'indossatrice
- Stefano Sibaldi in Lisbon
- Roberto Villa in Colombo
- Antonio Palumbo in Vento selvaggio (ridoppiaggio)